# Gonzalagunia hirsuta
Gonzalagunia hirsuta är en måreväxtart som först beskrevs av Nikolaus Joseph von Jacquin, och fick sitt nu gällande namn av Karl Moritz Schumann. Gonzalagunia hirsuta ingår i släktet Gonzalagunia och familjen måreväxter. Inga underarter finns listade i Catalogue of Life.